# Platyarthrus stadleri
Platyarthrus stadleri is een pissebed uit de familie Platyarthridae. De wetenschappelijke naam van de soort is voor het eerst geldig gepubliceerd in 1961 door Karaman.